# 켄터키 (영화)
켄터키(Kentucky)는 미국에서 제작된 데이빗 버틀러 감독의 1938년 영화이다. 로레타 영 등이 주연으로 출연하였고 진 마키 등이 제작에 참여하였다.

## 출연

### 주연
- 로레타 영
- 리차드 그린

### 조연
- 월터 브레넌
- 더글러스 덤브릴
- 카렌 몰리
- 모로니 올슨
- 러셀 힉스
- 윌라드 로버트슨
- 찰스 월드론
- 레오나 로버츠
- 찰스 레인
- 찰스 미들턴
- 해리 헤이든
- 클리프 클락
- 찰스 트로우브릿지
- 에디 로체스터 앤더슨
- 스탠리 앤드류스
- 조지 H. 리드
- 밥스 왓슨

## 제작진
- 미술: 루이스 H. 크리버
- 미술: 버나드 헤즈브런
- 의상: 그웬 웨이크링